# XMLHTTP
XMLHTTP is een groep API's die kan worden gebruikt door Javascript, JScript, VBScript en andere browser-scripttalen om XML of andere data te versturen van en naar een webserver met HTTP. Het grootste voordeel van XMLHTTP is de mogelijkheid om webpagina's dynamisch te updaten zonder de hele pagina te vernieuwen en zonder gebruik te maken van plugins. In het verleden was dit alleen mogelijk door middel van een verborgen IFRAME met DHTML. Het wordt gebruikt door vele websites om up-to-date en dynamische webapplicaties te bouwen. Voorbeelden van XMLHTTP applicaties zijn Googles Gmail, Google Suggest, Microsoft Virtual Earth en MapQuest.
XMLHTTP is een belangrijk onderdeel van AJAX.
Afgezien van XML kan XMLHTTP gebruikt worden om data in andere formaten te verkrijgen, bijvoorbeeld binaire data of gewoon tekst.

## Geschiedenis en ondersteuning
Het object is uitgevonden door Microsoft. Sinds Internet Explorer 5.0 is het gebruikt als ActiveX-object, bruikbaar in JavaScript, VBScript en andere scripttalen ondersteund door de browser. Bijdragers aan Mozilla implementeerden toen een soortgelijke versie in Mozilla 1.0. Apple volgde later met Safari 1.2 en Opera Software met Opera 8.0.
De meeste juist ontworpen webpagina's die XMLHTTP gebruiken zijn zo ontworpen dat ze de kleine verschillen in de object-implementaties verbergen door het object in een simpele JavaScript-wrapper te stoppen. Deze wrapper herkent de browserverschillen en voert vervolgens de juiste code uit.